# ハウリングV 最後の復活
『ハウリングV 最後の復活』（原題：Howling V: The Rebirth）は、1989年、イギリス・アメリカ合作のホラー映画。狼男をモチーフに制作された『ハウリング』シリーズの第5作目。

## ストーリー
1489年のブダペストに佇む城にて、ある一族が根絶やしにされ殺人を犯した本人である夫婦も自殺する。しかし、赤子だけが殺し損ねて生き残るのだった。
1989年の現在、謎の伯爵によって、この惨劇が起きた城への観光ツアーとして男女6人を招待させる。歴史によると一族は悪魔の呪いによって先祖から人狼の血が流れているという。
大吹雪とバスの失踪で城に取り残された参加者や関係者は一人づつ、何者かの手によって殺されていく。

## キャスト
- カウント - フィル・デイヴィス
- キャサリン・ピーク - ヴィクトリア・ケイトリン
- マリロウ・サマーズ - エリザベス・シー
- デビッド・ギレスピー - ベン・コール
- リチャード・ハミルトン - ウィリアム・ショックレイ
- ジョナサン・レーン - マーク・シヴァートセン
- ゲイル・キャメロン - ステファニー・フォークナー
- アンナ - メアリー・スタヴィン
- レイ・プライス - クライヴ・ターナー
- 教授 - ナイジェル・トリフィット
- エレノア - ジル・ピアソン
- ピーター - ヨージェフ・マダラス
- スーザン - レナータ・ザトラー

## 概要
- 脚本を手掛けたフレディ・ロウとクライヴ・ターナーは前作でも脚本を担当しており、シリーズ7作目の脚本と監督もクライヴ・ターナーが務めている。
- 本作はシリーズで異例のフーダニットの要素を加えたミステリーに仕上がっていて、終始、劇中での人狼は変身シーンと全体像が映らない。